# Карлиево
Карлиево е село в Западна България. То се намира в Община Златица, Софийска област. Има живописна природа.

## География
Село Карлиево се намира в планински район, в Средна гора.

## Редовни събития
Много почитан от местните хора е празника на църквата, който се празнува на християнския празник „Св. Евстатий“

## Галерия
- Снимки от Карлиево
- Изглед към селото
- Църквата „Свети Евстатий“

1. ↑  www.grao.bg